# Ermengaud de Narbonne
Ermengaud de Narbonne, attesté de 966 à 1016, mort entre 1016 et 1019, est archevêque de Narbonne de 977 jusqu'à sa mort.

## Origines familiales
Ermengaud est le fils de Matfred, vicomte de Narbonne et de son épouse Adélaïde.
Il est mentionné pour la première fois dans les documents historiques le 10 août 966, aux côtés de son frère Raymond et de sa sœur Trudegarde, dans le bref de partage, ou testament commun, de ses parents rédigé avant leur départ en pèlerinage pour Rome. Ermengaud y apparaît déjà destiné à une carrière ecclésiastique : il est qualifié de clerc et on prévoit son accession possible à l’« honneur épiscopal » (« ad honorem episcopalem »),.

## Carrière ecclésiastique
À la mort de l'archevêque Aymeri en 977, Ermengaud lui succède sur le trône archiépiscopal de Narbonne. 
Il mourut probablement en 1019, avant la consécration de son successeur Guifred de Cerdagne, le 6 octobre 1019.